# Mac Koshwal
Nayal Martin "Mac" Koshwal (Jartum, 19 de octubre de 1987) es un exjugador de baloncesto sudanés que actualmente se encuentra sin equipo. Con 2,08 metros de estatura, juega en la posición de ala-pívot.

## Trayectoria deportiva

### Universidad
Jugó tres temporadas con los Blue Demons de la Universidad DePaul, en las que promedió 12,6 puntos, 9,3 rebotes y 1,5 asistencias por partido. En su primera temporada fue incluido en el mejor quinteto freshman de la Big East Conference, convirtiéndose además en el primer jugador de primer año de la historia de la universidad en ejercer de capitán.
En abril de 2010 se declaró elegible para el draft de la NBA, renunciando así a su último año como universitario.

### Profesional
Tras no ser elegido en el Draft de la NBA de 2010, disputó las Ligas de Verano de la NBA con los Detroit Pistons. En el mes de agosto fichó por el Club Baloncesto Canarias de la LEB Oro española, donde jugó hasta arzo de 2011, fecha en la que fue cortado, tras promediar 7,3 puntos y 4,5 rebotes por partido.
El 3 de noviembre de 2011 fue elegido en la octava posición del Draft de la NBA D-League por los Bakersfield Jam, pero fue despedido antes del comienzo de la temporada. 
En julio de 2012 jugó con los New Orleans Hornets las ligas de verano, tres partidos en los que promedió 2,7 puntos y 2,3 rebotes, volviendo a ser adquirido por los Jam, y siendo nuevamente cortado antes del comienzo de la competición. En abril de 2013 fichó por los Rochester Razorsharks de la liga semiprofesional Premier Basketball League, donde únicamente disputaría un partido.
En septiembre de 2013 fichó por los Philadelphia 76ers, pero fue despedido tras participar en tres partidos de pretemporada. En noviembre fue de nuevo adquirido por los Bakersfield Jam, en esta ocasión finalmente para quedarse en el equipo. En su primera temporada promedió 7,2 puntos y 6,2 rebotes por partido.
En la temporada siguiente fue uno de los jugadores más destacados de su equipo, tras promediar 10,8 puntos y 10,0 rebotes por partido, acabando como tercer máximo reboreador ofensivo de la liga.
En enero de 2016 fue traspasado a los Santa Cruz Warriors a cambio de los derechos sobre Dominique Sutton, pero fue despedido dos meses después. Jugó 17 partidos, en los que promedió 7,3 puntos y 8,5 rebotes.